# Lago Nzilo
El Lago Nzilo (en francés: Lac Nzilo o bien Lago Delcommune, Lac Delcommune) es un lago artificial formado por una presa hidroeléctrica en el río Lualaba en la provincia de Katanga de la República Democrática del Congo. Se encuentra al noreste de la principal zona minera de cobre de Kolwezi a unas 10 millas (16 km). El lago fue nombrado originalmente en honor de quien fuese un soldado belga y explorador Alexandre Delcommune.
La presa hidroeléctrica fue construida para suministrar energía a las operaciones mineras. La infraestructura de esta planta es de cuatro unidades y tiene una capacidad de diseño de 100 MWe. La última unidad fue comisionada en 1953. Actualmente es operada por la SNEL (Société Nationale d'Electricité, o Sociedad Nacional de Electricidad). El lago también proporciona una fuente de agua para estas operaciones. Era una zona de humedales antes de que fuese represado, y algo de la tierra alrededor del lago es pantanosa. Se ha abastecido con pescado, y ahora es un sitio importante para las aves acuáticas. A partir de 2007 el lago se hizo popular entre la comunidad de expatriados para practicar deportes acuáticos los fines de semana. Aunque ahora se reporta que el lago está visiblemente contaminado por el efluente procedente de una mina de cobre, por lo que la esquistosomiasis parece prosperar y un número de infecciones han sido reportadas.